# Anna Mickelson
Anna Mickelson Cummins (Seattle, 21 marzo 1980) è una canottiera statunitense, vincitrice della medaglia d'oro nell'8 con alle Olimpiadi di Pechino 2008, e d'argento sempre nell'8 con ad Atene 2004.

## Palmarès
- Olimpiadi

Atene 2004: argento nell'8 con.
Pechino 2008: oro nell'8 con.
- Campionati del mondo di canottaggio

2002 - Siviglia: oro nell'8 con.
2006 - Eton: oro nell'8 con.
2007 - Monaco di Baviera: oro nell'8 con.